# Bombový útok v Bangkoku
K bombovému útoku v Bangkoku došlo 17. srpna 2015, když v hinduistické svatyni Erawan v centru Bangkoku vybuchla bomba. Při útoku zahynulo dvacet osob, z toho čtrnáct cizinců, a 125 dalších osob bylo zraněno.

## Průběh
Podle bezpečnostních kamer přijel útočník tuk-tukem do chrámového komplexu, sedl si na lavičku, sundal ze zad velký černý batoh, po chvíli bez něj odešel a z centra města odjel taxíkem.
Po patnácti minutách, v 18:55 místního času, došlo k explozi. Výbuch trhaviny TNT umístěné v trubce obalené šatstvem zanechal na místě dva metry hluboký kráter. Bezprostředně po útoku policie vyklidila okolní obchodní centra, na následující den byla svolána mimořádná schůze vlády a v Bangkoku zůstaly uzavřené školy.
Následující den se neznámý pachatel pokusil o další útok, když hodil malou výbušninu z mostu v centru Bangkoku. Výbušnina ale spadla do vody a nikoho tak nezranila. Později další útočník odpálil bombu u stanice městské rychlodráhy.
24. srpna 2015 thajská policie oznámila, že našla a zneškodnila další bombu.

## Oběti
Při útoku zahynulo dvacet osob a dalších 125 bylo zraněno. Ve většině případů šlo o turisty.

## Vyšetřování
Thajská policie při pátrání požádala o pomoc Interpol a nabídla za informace vedoucí k dopadení hlavního podezřelého odměnu ve výši jeden milion bahtů, kterou postupně navýšila až na tři milionů bahtů (přes dva miliony Kč). Tato částka byla nakonec předána členům policejního týmu, kteří se zasloužili o dopadení podezřelého. Podle vyjádření šéfa thajské policie Somjota Pumpanmuanga bylo do přípravy atentátu zapojeno nejméně deset lidí a byl dlouho dopředu naplánován.
29. srpna 2015 byl zadržen muž odpovídající záběrům z bezpečnostních kamer. Šlo o 28letého cizince. V jeho bytě byl nalezen materiál k výrobě bomby a deset falešných pasů. Druhý cizinec byl dopaden na začátku září na hranicích s Kambodžou.
31. srpna 2015 ohlásila thajská policie nález dalšího materiálu na výrobu bomby a vydala zatykač na muže a ženu. Žena, Thajka Wanna Suansanová, obývala byt s druhým podezřelým.
V polovině září pak bylo oznámeno, že útok spáchali členové sítě pašeráků lidí, kteří převáděli Ujgury z Číny do Turecka. Atentát měl být odvetou za zásah thajských úřadů, které pašeráckou síť rozbily. Vojenský soud v listopadu 2015 obvinil dva muže, kteří měli odpálit bombu odloženou u chrámu. Oba se přiznali k zodpovědnosti za útoky. 
V souvislosti s útoky byl vydán zatykač na celkem sedmnáct lidí, většina z nich ale zřejmě uprchla do zahraničí.
V únoru 2016 odvolal jeden z podezřelých, Adem Karadag, své předchozí přiznání, neboť k němu byl podle svého právníka přinucen násilím. Stejně tak odmítl obvinění i druhý podezřelý, Mieraili Yusufu.